# Küstenforschung
Die Küstenforschung beschäftigt sich mit der Erfassung, Beschreibung und Erklärung des Lebensraums Küste. So dient die Entwicklung von Analyseverfahren der Aufnahme des Ist-Zustandes der Küstenräume. Eine Überwachung und wissenschaftliche Abschätzung des Gefährdungspotenzials durch natürliche und menschliche Einflüsse gehört ebenfalls zu den Aufgaben der Küstenforschung wie die Entwicklung von Prognoseinstrumenten, die den Lebensraum Küste im Hinblick auf zukünftige Veränderungen untersuchen und Vorhersagen ermöglichen.

## Küste als Lebensraum des Menschen
Küstenräume sind weltweit die am dichtesten besiedelten Lebensräume. Daraus resultiert eine Vielzahl von Nutzungsansprüchen durch den Menschen: Küsten dienen als Lebens- und Wirtschaftsraum und unterliegen Einflüssen durch Tourismus, Fischerei, Häfen, Industrie usw. 

## Küste als sensibles Ökosystem
Der Küstenraum ist zudem ein ökologisch besonders sensibler Bereich, der permanentem Druck durch natürliche Prozesse ausgesetzt ist. So verändern Erosion und Meeresspiegelschwankungen ständig den Zustand der Küstengebiete. Klimabedingte Wasserspiegelanstiege und Naturkatastrophen (z. B. Tsunamis) betreffen den Lebensraum Küste in besonderem Maße.

## Küstenforschung in Deutschland
Die in Deutschland ansässige Küstenforschung, die sowohl regional als auch global tätig ist, hat sich zum Konsortium Deutsche Meeresforschung (KDM) zusammengeschlossen. Diesem Verein gehören alle nationalen Forschungsinstitute und Einrichtungen von Universitäten an, die sich mit Meeres-, Polar- oder Küstenforschung beschäftigen. Mit Mitteln des BMBF-Rahmenprogramms Forschung für Nachhaltige Entwicklungen (FONA) haben sich 18 Universitäten, außeruniversitäre Forschungseinrichtungen sowie Landes- und Bundeseinrichtungen zum Verbund Küstenforschung Nordsee-Ostsee (KüNO) zusammengeschlossen.

## Küstenarchäologie
Die Küstenarchäologie untersucht die Landschaftsentwicklung, Umweltgeschichte und Siedlungsgeschichte an den Küsten. 
In Schleswig-Holstein wurden seit der ersten Hälfte des 20. Jahrhunderts die ersten systematischen küstenarchäologischen Untersuchungen an der Nordseeküste durch Albert Bantelmann von der ehemaligen Abteilung Marschen- und Wurtenforschung des Archäologischen Landesamtes durchgeführt. Dieser nahm seit 1947 seine Untersuchungen wieder mit verschiedenen Ausgrabungen auf Wurten auf. Seit den 1970er Jahren wurden zunehmend die Landschaftsentwicklung und Siedlungsgeschichte ganzer Küstenlandschaften untersucht. Langjährige Untersuchungen wurden seit 1988 beispielsweise von der AG Küstenarchäologie des Forschungs- und Technologiezentrum Westküste der Christian-Albrechts-Universität zu Kiel unter Leitung von Dirk Meier durchgeführt. In Niedersachsen erfolgten Küstenforschungen durch das Institut für historische Küstenforschung.

## Vergleichbare Forschungsansätze
- Gebirgsforschung
- Polarforschung